# Gronxador

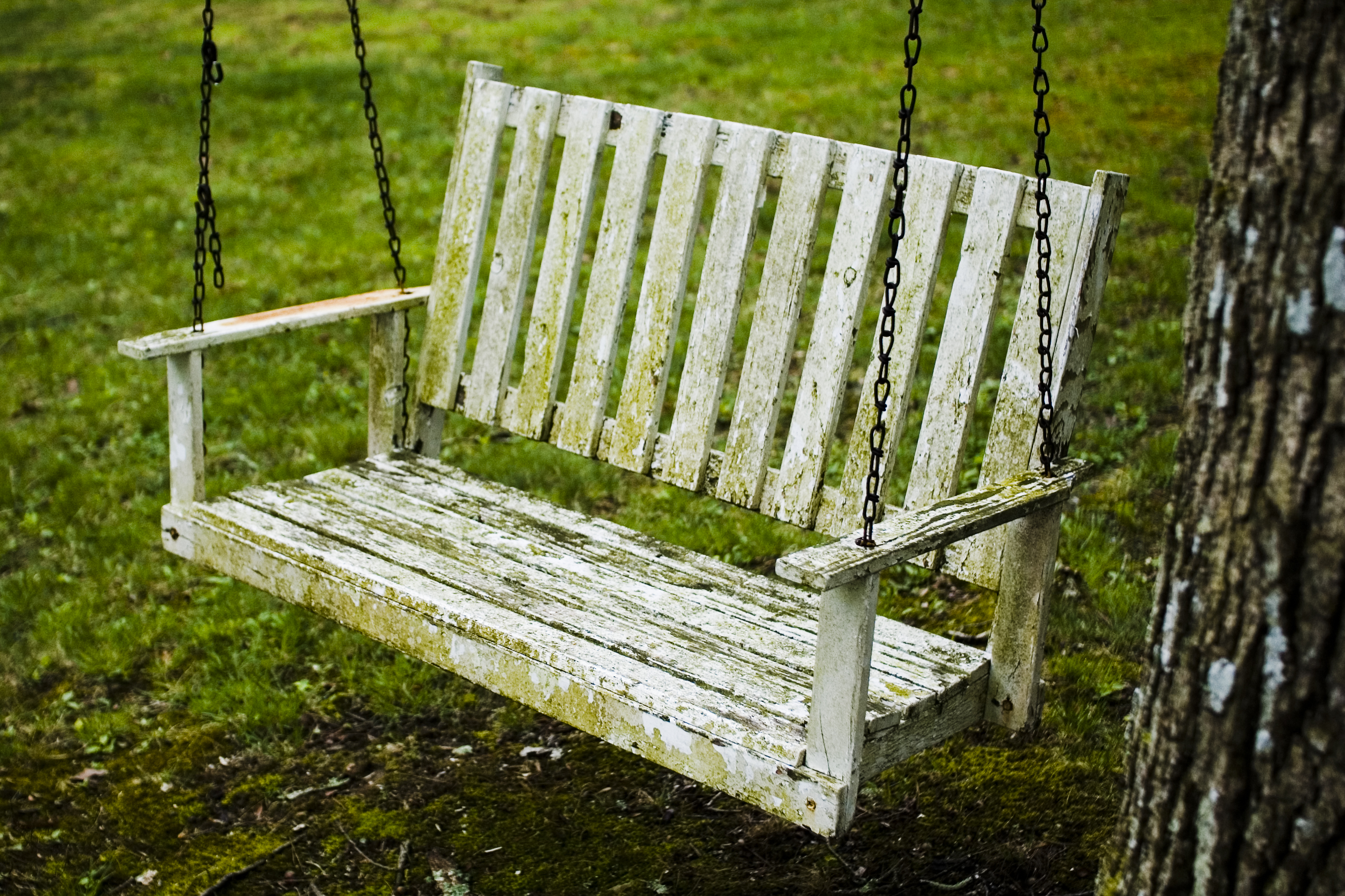
Hamaca o gronxador de jardí.

Un gronxador, una gronxadora, un(a) engronsador(a)/gronsador(a)/agrunsador(a) o baldador(a), trapezi, i d'àrea més reduïda balancí, bersolador, enairador, colcador, barqueta, etc. és un seient penjat utilitzat pels nens per a la seva diversió. Consisteix en un seti que penja amb unes cadenes d'una estructura metàl·lica o de fusta. L'entreteniment es produeix quan la persona agafada als laterals s'impulsa o és empès balancejant-se endavant i enrere.

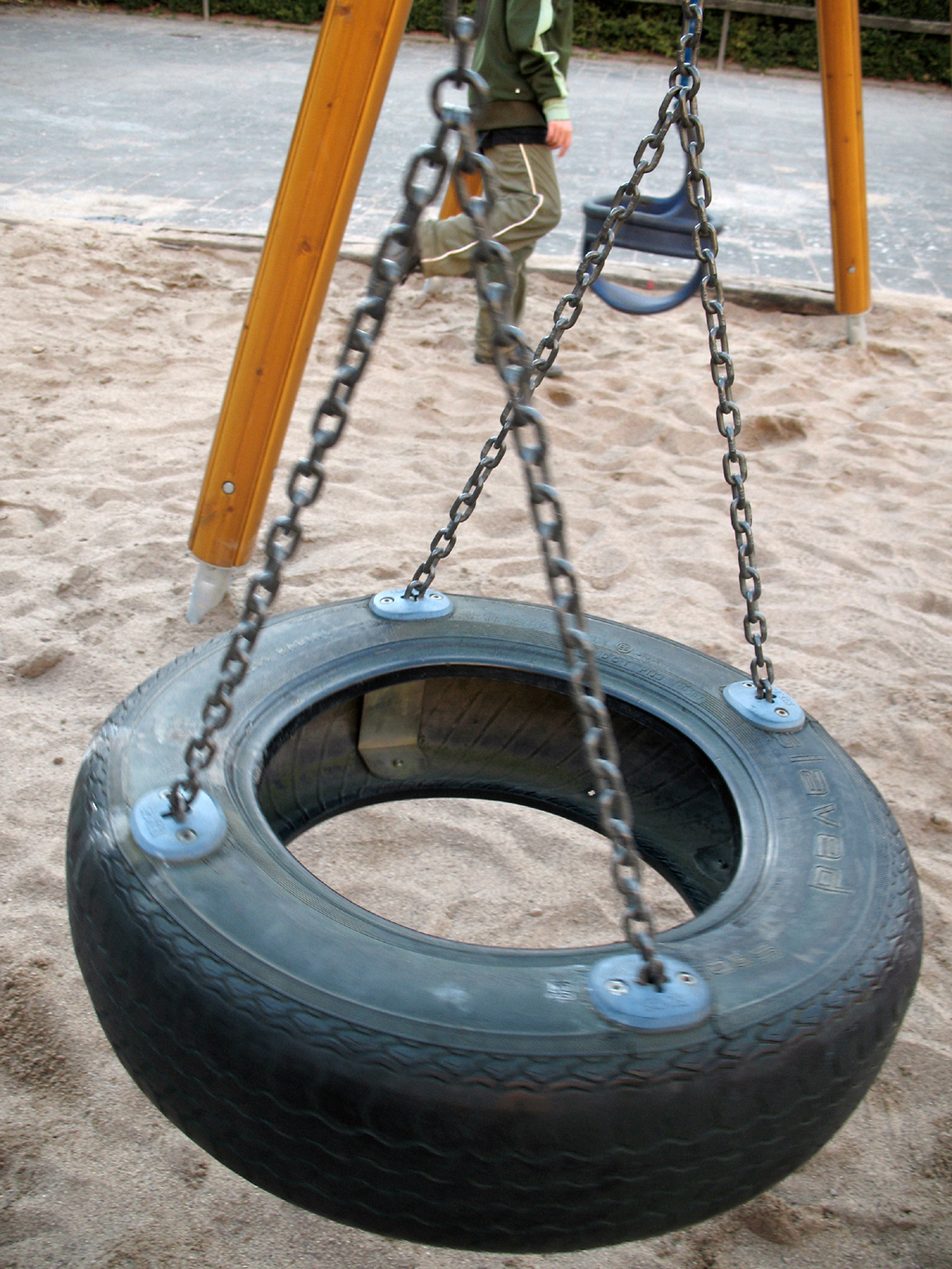
Gronxador format per un pneumàtic.

En parcs i jardins, poden trobar diversos gronxadors penjats d'un mateix bastidor el que permet a diverses persones de balancejar-se alhora. Aquests gronxadors es presenten en una gran varietat de formes i mides.
- Per a nens petits, hi ha gronxadors amb respatller i buits en les cames que els mantenen en una posició rígida impedint que es caiguin.
- En altres casos, el seient consisteix en un mer pneumàtic en el buit es posa el nen. La llanta és apta per una soga i pendent d'una branca d'un arbre.
- La base pot consistir en un seient amb respatller o sense suport i fins i tot ser una simple peça de lona plastificada.

Antigament, els gronxadors adoptaven un aire bucòlic en penjar de les branques dels arbres i ser fabricats amb materials naturals.

## Precaucions

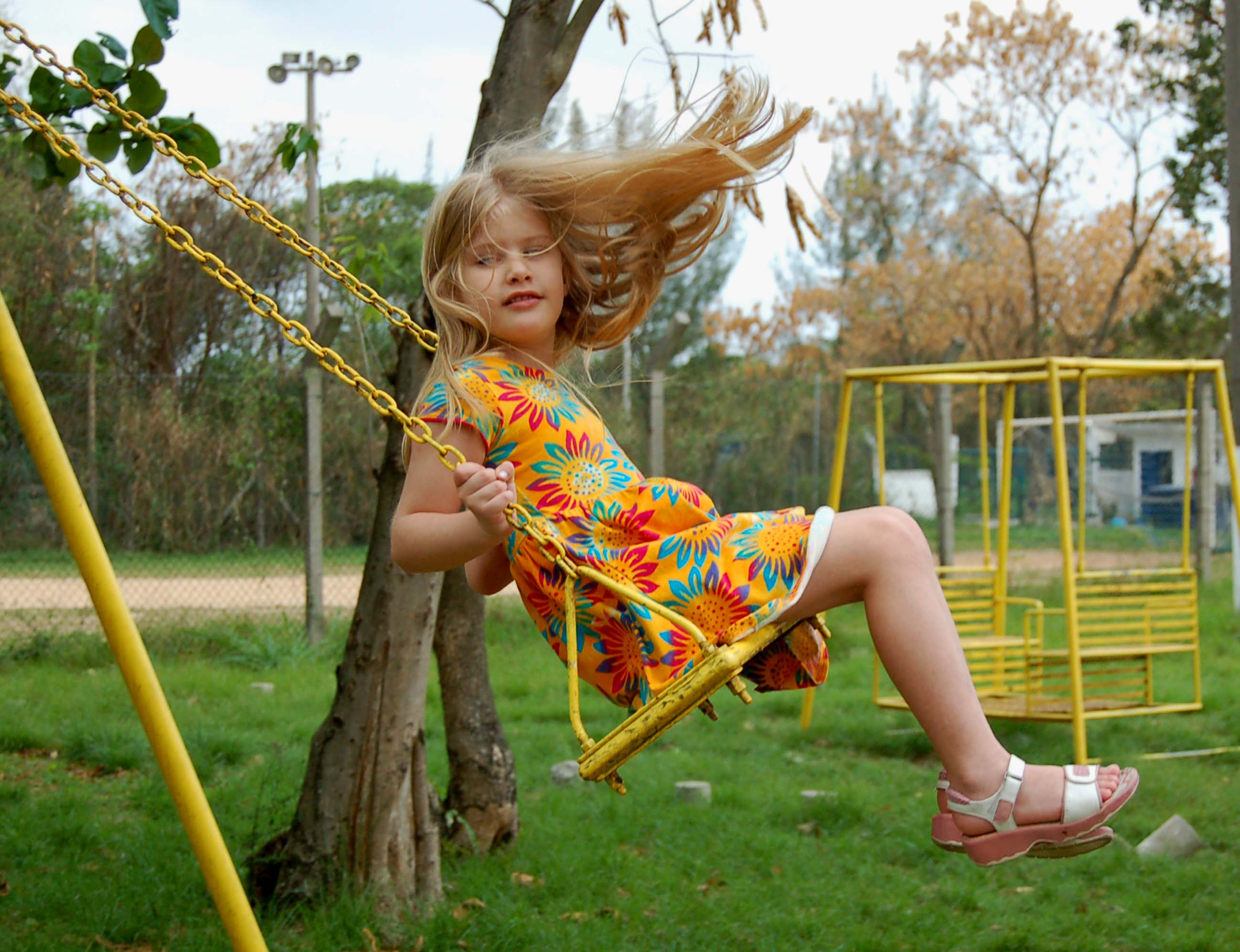
Nena en un gronxador.

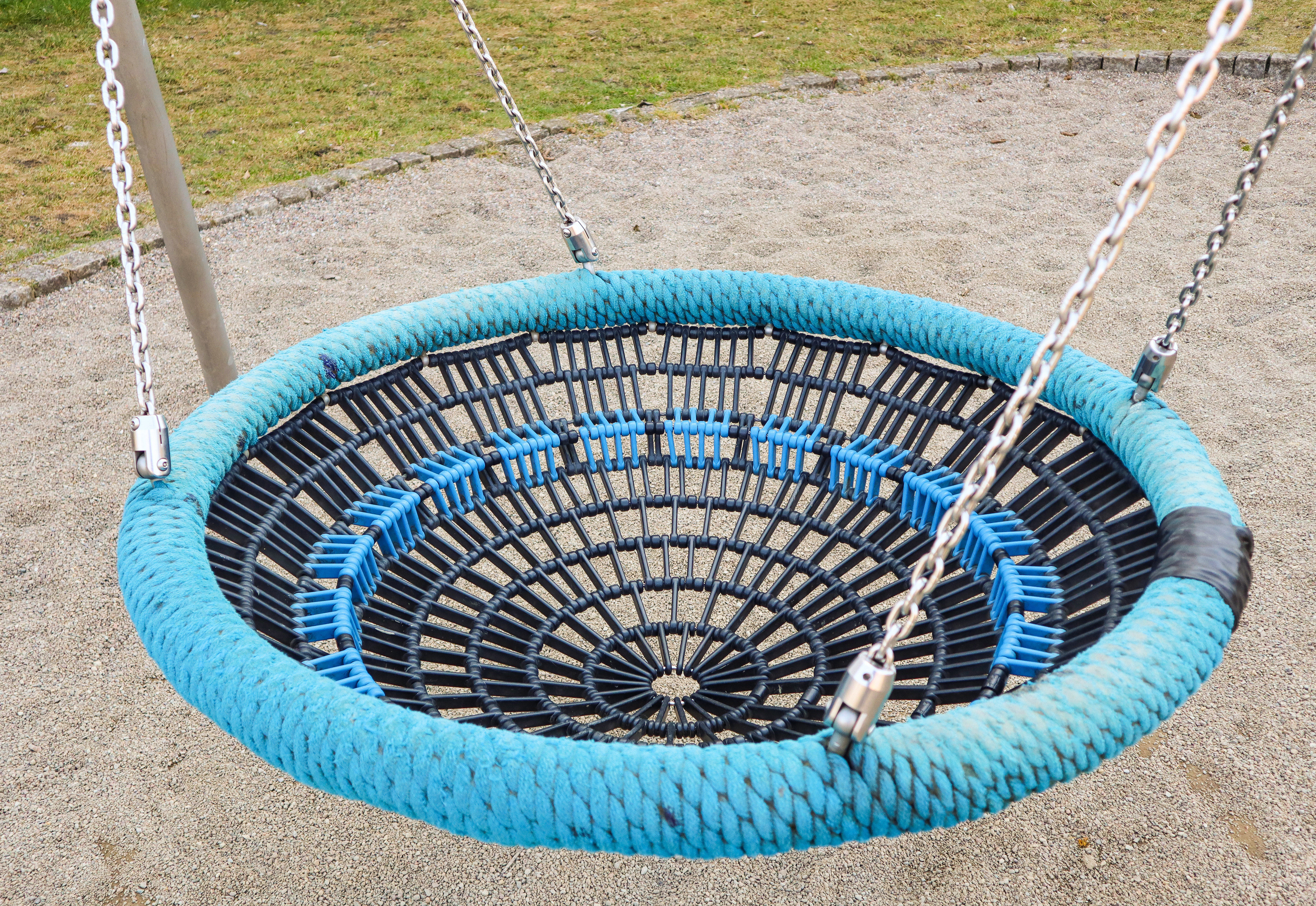
Gronxador

- Per ser un objecte en moviment el qual porta un pes a sobre, hi ha el perill de col·lisió, si alguna persona, ja sigui un nen, s'interposa en la seva trajectòria.[5]
- Per ser un objecte penjant, on la persona no té els peus ferms sobre la terra, hi ha el perill de caiguda, particularment en gronxadors sense respatller.

## Varietats
- Gronxador elèctric . Seient mòbil per a nadons que s'acciona mitjançant piles.